# Paul Stamets
Paul Edward Stamets (nascido em 17 de julho de 1955) é um micologista estadunidense, escritor e ativista pela biorremediação e uso medicinal de cogumelos.

## Primeiros anos
Stamets nasceu em  Columbiana, Ohio, uma pequena cidade próxima de Youngstown in Ohio, uma cidade que ele descreve como religiosa e conservadora. Cresceu com um irmão mais velho, John e primos Bill, Lilly e North. Estudou na Mercersburg Academy em Mercersburg, Pennsylvania, entre 1969 e 1973, Kenyon College em 1974 quando tinha 19 anos,  e graduou-se na Evergreen State College em Olympia, Washington como bacharel, em 1979. Treinado em artes marciais desde criança, recebeu faixa preta em Taekwon Do em 1979. Em1994, recebeu faixa preta em HwaRang Do.

Paul Stamets credita ao seu irmão John, um fotógrafo profissional , como sendo a sua maior influência para tornar-se um micólogo. Paul afirma, "Ele me inspirou no meu caminho no campo da micologia após as suas viagens ao México e Colômbia em busca de cogumelos mágicos" nos anos 70.

## Pesquisa e ativismo
Stamets está no conselho editorial do International Journal of Medicinal Mushrooms (Begell House).[carece de fontes?]
Ele é conselheiro no Program for Integrative Medicine na University of Arizona College of Medicine.[carece de fontes?]
Ele está envolvido em dois estudos clínicos sobre tratamentos para o câncer e o HIV utilizando cogumelos como terapias complementares, financiados pelos Institutos Nacionais de Saúde.[carece de fontes?]
Ele recebeu nove patentes pelas propriedades antivirais, pesticidas, e de remediação pelos micélios de cogumelos. Forte ativista pela preservação da biodiversidade, Stamets apoia a pesquisa no papel dos cogumelos para a restauração ecológica.
Stamets é defensor da permacultura, e considera a fungicultura um aspecto valioso porém pouco utilizado na permacultura. Ele está interessado no uso de cogumelos na biorremediação,um processo a processo que ele chamou de micorremediação.[carece de fontes?]

### Patentes premiadas
- U.S. Patent # 9,474,776. “Integrative Fungal Solutions for Protecting Bees”. October 2016.
- U.S. Patent # 9,399,050. “Controlling insects and arthropods using preconidial mycelium and extracts of preconidial mycelium from entomopathogenic fungi” July, 2016.
- U.S. Patent # 8,753,656. “Compositions for controlling disease vectors from insects and arthropods using preconidial mycelium and extracts of preconidial mycelium from entomopathogenic fungi.” June, 2014.
- U.S. Patent # 8,765,138. “Antiviral and antibacterial activity from medicinal mushrooms.” 2014
- U.S. Patent # 8,501,207. “Mycoattractants and mycopesticides.” 2013
- U.S. Patent # 7,951,389. “Mycoattractants and mycopesticides.” 2011
- U.S. Patent # 7,951,388. “Mycoattractants and mycopesticides.” 2011
- U.S. Patent # 7,575,764. “Compositions comprising Hypsizygus ulmarius extract.” (with A. Weil and C. Chen) 2009.
- Australian Patent # 2001296679. “Mycoattractants and mycopesticides.” (ceased) 2008
- U.S. Patent # 7,122,176. “Mycoattractants and mycopesticides.” 2006
- U.S. Patent # 6,660,290. “Mycopesticides.” 2006

## Reconhecimento
Stamets recebeu um "Bioneers Award" do The Collective Heritage Institute em 1998, assim como o "Founder of a New Northwest Award" da Pacific Rim Association of Resource Conservation and Development Councils em 1999. Ele foi nomeado um dos "50 Visionários Que Estão Mudando Seu Mundo" pela  Utne Reader's em novembro-dezembro de 2008.[carece de fontes?]
Em fevereiro de 2010, Paul recebeu um President's Award da Society for Ecological Restoration: Northwest Chapter, como reconhecimento pelas suas contribuições para a Restauração Ecológica. Seu trabalho apareceu no documentário The 11th Hour. Ele também apareceu nos eco-documentários Dirt! The Movie e 2012: Time for Change.
Em 2008, ele deu uma palestra no TED talk: "Paul Stamets em 6 maneiras para salvar o mundo com cogumelos".
Em outubro de 2011, ele deu uma palestra na TEDMED talk: "Is the world ready for a Medical Mushroom Mystery Tour?"
Em 30 de junho de 2012, ele recebeu um honorary Doctorate of Science (D.Sc.) da National University of Natural Medicine, Portland, Oregon.
Em janeiro de 2014, ele recebeu um prêmio por "Contribuições à Micologia Amadora" pela North American Mycological Association.
Em 10 de junho de 2014, Stamets foi honrado como Invention Ambassador pela Associação Americana para o Avanço da Ciência (AAAS).
No dia 15 de julho de 2015, Stamets tornou-se o primeiro recipiente do Mycological Society of America's Gordon and Tina Wasson Award. Nomeado em homenagem a esses etnomicologistas, o prêmio tem a intenção de “reconhecer pessoas sem formação acadêmica tradicional que tenham feito contribuições excepcionais ao campo da micologia, ou tenham transmitido amplamente conhecimentos científicos ou estéticos significantes acerca de fungos para o público em geral.”

## Livros
- Psilocybe Mushrooms & Their Allies (1978, Homestead Book Company, ISBN 0-930180-03-8)
- Mushroom Cultivator, The (1983, ISBN 0-9610798-0-0)
- Growing Gourmet and Medicinal Mushrooms (1996, Ten Speed Press, ISBN 1-58008-175-4)
- Psilocybin Mushrooms of the World (1996, Ten Speed Press, ISBN 0-89815-839-7)
- MycoMedicinals: An Informational Treatise on Mushrooms (1999, MycoMedia, ISBN 0-9637971-9-0)
- Mycelium Running: How Mushrooms Can Help Save the World (2005, Ten Speed Press, ISBN 1-58008-579-2)
- Fantastic Fungi: How Mushrooms Can Heal, Shift Consciousness & Save the Planet (2019,  Earth Aware Editions, ISBN 978-1-68383-704-6)

## Na cultura popular
O especialista em cogumelos no romance de Nancy Farmer, The Lord of Opium, é baseado em Paul Stamets. Uma entrada no Apêndice do livro resume o seu trabalho.
Um serial killer na série de televisão Hannibal, criado por Bryan Fuller, tem o nome Eldon Stamets e usa suas vítimas como fertilizante para cultivar cogumelos.
A série Star Trek Discovery, também criada por Fuller, tem como personagem o cientista Paul Stamets um "astromicologista" interpretado por Anthony Rapp e nomeado em homenagem a Paul Stamets.